# Myslív (Všeruby)
Myslív (německy Schneiderhof) je zaniklá obec asi 2 km západně od Všerub v okrese Domažlice. Vesnice se nacházela při státní hranici Čech a Bavorska.
Myslív u Všerub je název katastrálního území o rozloze 4,21 km².

## Historie
Ves vznikla nejspíše v 16. století. První písemná zmínka pochází z roku 1577. Jako Myslivo je pak uváděna poprvé v roce 1579.
V okolí obce postupně fungovaly dvě sklárny – starší vznikla na konci 17. století, novější pak kolem poloviny 18. století v blízkém Kostelišti (Johanniskirchl). V 18. století též v Myslívu stál mlýn o dvou kolech a kovárna. Tou dobou bylo v obci 34 stavení.
Po odsunu německého obyvatelstva byla obec nejprve dosídlena, noví obyvatelé byli ale brzy poté vystěhování kvůli vzniku hraničního pásma. Na území obce zůstala do současnosti stát pouze budova trafostanice, u které je připomínková cedule. U cesty na bývalý Malý Myslív se dochoval kamenný podstavec křížku.
V letech 1850–1951 k obci patřilo Kosteliště.

## Obyvatelstvo
Při sčítání lidu v roce 1921 zde žilo 271 obyvatel, z toho dva Čechoslováci, bylo 141 Němců a osm cizozemců. Všichni obyvatelé se hlásili k římskokatolické církvi. Při sčítání obyvatel v roce 1930 stále ve vsi a jejím okolí 56 domů, ve kterých žilo 266 obyvatel (včetně osady Kosteliště). Kromě pěti cizinců se všichni hlásili k německé národnosti.
| Rok            | 1869 | 1880 | 1890 | 1900 | 1910 | 1921 | 1930 | 1950 | 1961 | 1970 | 1980 | 1991 | 2001 | 2011 |
| -------------- | ---- | ---- | ---- | ---- | ---- | ---- | ---- | ---- | ---- | ---- | ---- | ---- | ---- | ---- |
| Počet obyvatel | 334  | 350  | 307  | 313  | 291  | 271  | 250  | 75   | –    | –    | –    | –    | –    | –    |
| Počet domů     | 45   | 49   | 52   | 51   | 52   | 52   | 53   | 38   | –    | –    | –    | –    | –    | –    |

## Akce Kámen
V letech 1948–1951 se okolí blízkého Myslívského rybníka proměnilo ve falešnou státní hranici během jedné z protiemigračních Akcí Kámen (pojmenované po hraničních kamenů). V budově čp. 42 u hráze Myslíveckého rybníka byla zřízena falešná úřadovna americké zpravodajské služby. Občané, kteří se pokusili o překročení této fiktivní hranice, byli v úřadovně vyslýchání ohledně jejich protirežimní činnosti a spolupracovníků. Po odchodu z domnělé úřadovny byli zadrženi SNB nebo je falešní Američané rovnou poslali „zpět do Československa“, přestože území Československa nikdy neopustili. Akce Kámen byla ukončena po varovném vysílání rozhlasové stanice Svobodná Evropa z 31. srpna 1951.